# Yunlong, Xuzhou
Yunlong är ett stadsdistrikt och säte för stadsfullmäktige i Xuzhou i Jiangsu-provinsen i östra Kina.